# Svedmyra (stacja metra)

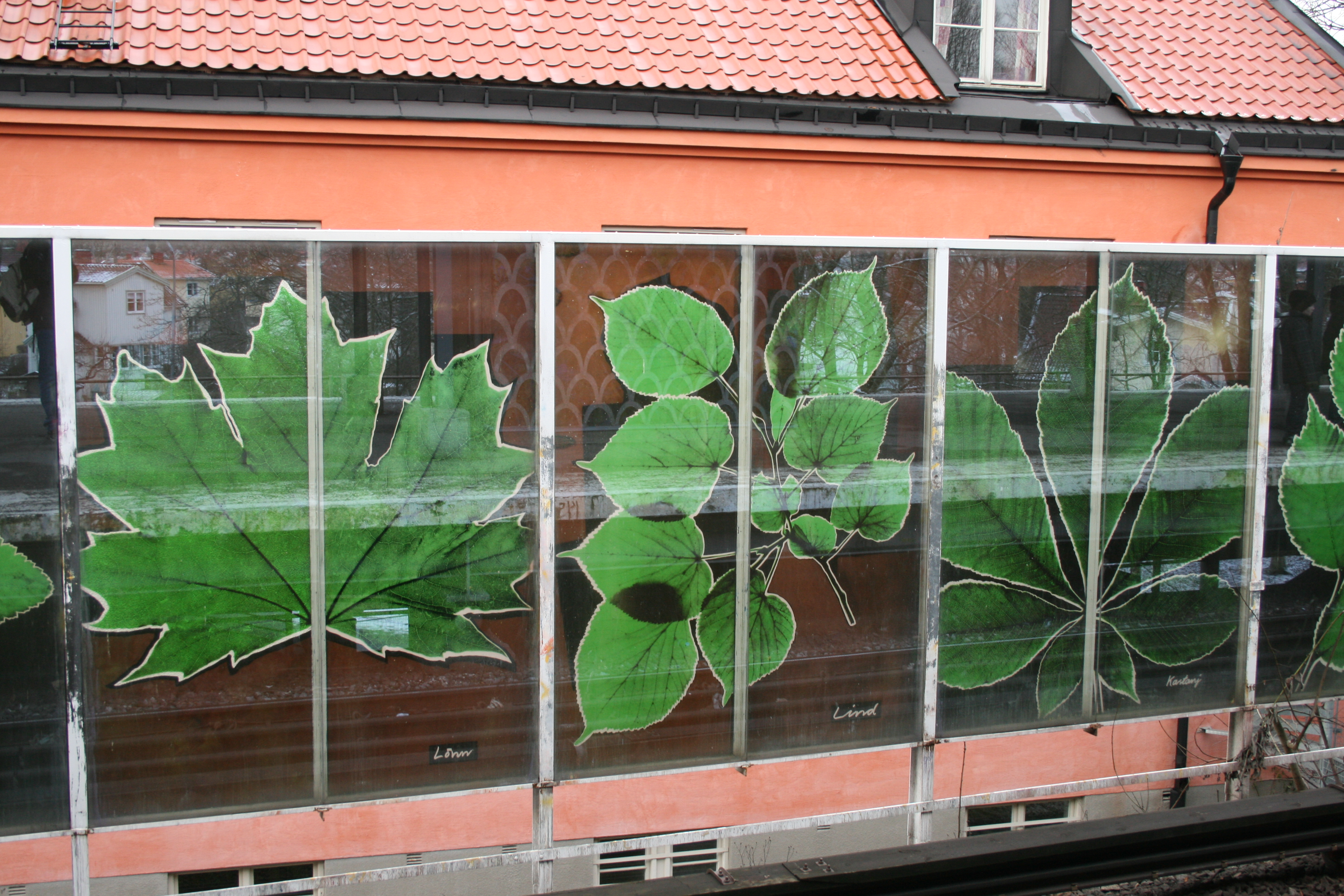
Ekran

Svedmyra – powierzchniowa stacja sztokholmskiego metra, leży w Sztokholmie, w Söderort, w dzielnicy Enskede-Årsta-Vantör, w części Svedmyra i Stureby. Leży na zielonej linii T19, między Sockenplanem a Stureby. Dziennie korzysta z niej około 2 600 osób.
Stacja znajduje się przy Enskedevägen, Tussmötevägen i Svedmyraplan. Posiada jedno wyjście zlokalizowane przy Öknebovägen. Stację otworzono 9 września 1951, oddano do użytku wówczas odcinek Gullmarsplan–Stureby. Posiada jeden peron.

## Sztuka
- Ceramiczne płytki w odcieniach zieleni przy ruchomych schodach, Johansson Barbro, 1991[3]
- 40-metrowy szklany ekran z namalowanymi liśćmi, Larsson Torgny, 1991

## Czas przejazdu
| Linia | Stacja          | Czas przejazdu | Stacja                                                    | Czas przejazdu                           |
| T19   | Hagsätra        | 9 min          | Gullmarsplan Slussen Gamla stan T-Centralen Alvik Åkeshov | 7 min 11 min 12 min 15 min 29 min 39 min |
| T19   | Hässelby strand | 48 min         | Gullmarsplan Slussen Gamla stan T-Centralen Alvik Åkeshov | 7 min 11 min 12 min 15 min 29 min 39 min |

## Otoczenie
W najbliższym otoczeniu stacji znajduje się:
- Stureby sjukhus (Szpital Stureby)